# ليف مانتولا
ليف مانتولا (مواليد 8 ديسمبر 1928) هو لاعب كرة قدم. يلعب مع منتخب يوغوسلافيا لكرة القدم. سبق له أن لعب في كأس العالم لكرة القدم مع منتخب بلاده.

## روابط خارجية
- ليف مانتولا على موقع الاتحاد الدولي (مؤرشف)  (الإنجليزية)
- ليف مانتولا على موقع قاعدة بيانات كرة القدم.إي يو (الإنجليزية)
- ليف مانتولا على موقع ناشيونال فوتبول تيمز (الإنجليزية)
- ليف مانتولا على موقع Soccerway.com (الإنجليزية)
- ليف مانتولا على موقع عالم كرة القدم.نت (الإنجليزية)